# Теодор Кантакузин
Теодор Палеолог Кантакузин (грч. Θεόδωρος Παλαιολόγος Καντακουζηνός; Латински: Theodoros Palaiologos Kantakouzenos; после 1361 – 1410) био је византијски племић и вероватно близак сродник цара Јована VI Кантакузина. 

## Позадина
Теодор је теоретисао да је био син цара - савладара Матије Кантакузина, сина цара Јована VI, и његове жене царице Ирине Палеолог. Да је ова идентификација тачна, Теодор би се вероватно родио након што се пар настанио на Пелопонезу 1361. године, пошто га бивши цар није навео међу његовим потомцима пре тог времена. Алтернативно, с обзиром на необично велику старосну разлику између Теодорове деце и Матије,  можда је вероватније да је Теодор био дете једног од Матијиних синова, деспота Димитрија I или деспота Јована, од којих су обојица достигла зрелост до 1361. године, је доказ који подржава обе идентификације, није могуће утврдити Теодорово родитељство са више сигурности. Позивање Теодора у историјским изворима као тхеиос (ујака) цара Манојла II Палеолога не нуди никакво даље појашњење јер је до овог тренутка тхеиос постао општи термин за рођака.

## Живот
Теодор је вероватно био међу добровољцима који су напустили Цариград 1383. године, да би се придружили цару Манојлу II у одбрани Солуна од Турака. Познато је да је одржавао преписку са Димитријем Кидоном и Јованом Хортасменом, који су компоновали стихове који су хвалили његову династију као и самог Теодора.
Током лета 1397. године, Цариград је био опседнут од стране Османлија под султаном Бајазитом I. Због очајне ситуације, Теодор је, заједно са Јованом од Натале, послат на двор краља Шарла VI од Француске као царски посланик, са писмом од цара Манојла II тражећи војну помоћ француског краља. Стигавши у октобру, Теодора је примио симпатични краљ Шарл VI, који се опходио према амбасадорима са великом љубазношћу и обећао да ће послати помоћ у року од годину дана. Поред тога, краљ Шарл VI је такође обезбедио средства за двојицу племића да путују на Британска острва да се лече код енглеског краља Ричарда II, са циљем тражења даље помоћи. Иако је краљ Ричард II био превише ометен домаћим невољама у овом тренутку да би пружио било какву подршку,  Теодор и Јован су успели да се врате са шест стотина француских војника предвођених маршалом Боусиком, очистивши непосредан приступ Константинопољу и разбивши блокаду.
У јесен 1398. године, Теодор је именован за амбасадора у Венецији, где је одржавао и комерцијално и политичко присуство, а дужд му је у децембру те године доделио држављанство републике. Године 1409. присуствовао је синоду у Цариграду који је осудио два својеглава епископа Макарија од Анкире и Матеја од Медеје. За то време је описан као сенатор. Умро је од куге 1410. године.

## Породица
Теодорова жена била је Хелена Оуресина Дукаина, ћерка цара Јована Уроша Немањића, владара Тесалије. Верује се да су имали неколико деце:
- Георгије Палеолог Кантакузин, „Сахатаи“ (умро око 1456–59. године), научник и војни заповедник, бранио је Смедерево током угарског напада 1456. године;
- Андроник Палеолог Кантакузин (умро 3/4. јуна 1453. године, погубљен), последњи велики доместик Византијског царства;
- Тома Кантакузин († 25. јула 1463. године, у Адријанопољу), дипломата деспота Ђурађа Бранковића, деспота српског;
- Ирина Кантакузин (умрла маја 1457. године), жена српског деспота Ђурађа Бранковића;
- Хелена Кантакузин или Теодора Кантакузин, царица Трапезунта;[11][12]
- Ћерка која се удала за Ђорђа VIII, краља Грузије.

Византолог Доналд Никол, који је првобитно потомство приписао деспоту Димитрију I Кантакузину, касније је променио свој став и изјавио да је вероватније да је Теодор стварни отац. Његов разлог је био да, с обзиром на то да се најстарији Ђорђев син такође звао Теодор, нова теорија би била у корелацији са уобичајеном византијском праксом да се најстаријем сину даје име по деди. Слично томе, један од Ирининих синова се звао Тодор, а вероватно је такође добио име по Теодору.